# Magda Angela Zanoni
Magda Angela Zanoni (Torino, 19 luglio 1955) è una politica italiana.

## Biografia
Nata a Torino, vive a Cumiana.
Laureata in Giurisprudenza presso l'Università degli Studi di Torino nel 1980 con una specializzazione in economia, successivamente è impegnata nella ricerca e formazione in ambito sanitario come dipendente del Cresa di Torino.
Dal 1996 al 2007 è stata Direttore dell'Arpa Studi (associazione di professori universitari nell'ambito della pubblica amministrazione) e Consigliera presso SCR Spa.
Come libera professionista si occupa di trasparenza dei bilanci degli enti locali e di Bilanci di genere.
Dal 1996 al 2009 e dal 2011 al 2013 è stata assessore al Bilancio e Patrimonio presso il Comune di Pinerolo, ricoprendo anche la carica di vicesindaco dal 1996 al 2001.
Alle elezioni regionali in Piemonte del 2010 è stata candidata dal Partito Democratico per la provincia di Torino, totalizzando 1714 preferenze, ma non è eletta.
Elezione a senatore
Alle elezioni politiche del 2013 viene eletta al Senato della Repubblica nelle liste del Partito Democratico nella circoscrizione Piemonte.
Alle elezioni del 2018 è candidata alla Camera dei Deputati per il centro-sinistra nel collegio uninominale Piemonte 1 - 09 (Pinerolo), ottenendo il 22,58%, dietro il candidato del centrodestra Daniela Ruffino (37,54%) e quello del M5S Franco Trivero (31,60%), non viene quindi eletta.
Non è ricandidata alle elezioni del 2022.